# Henning Burk
Henning Burk (* 30. September 1945 in Braunau am Inn) ist ein deutscher Regisseur und Drehbuchautor zu kulturellen und zeitgeschichtlichen Themen.

## Leben und Werk
Burk verbrachte als Sohn des Schriftstellers und Buchhändlers Heinrich Burk seine Kindheit in Bad Nauheim und seine Jugend in Hinterzarten im Schwarzwald. An der dortigen Schule Birklehof machte er sein Humanistisches Abitur. Einer seiner Mitschüler war Tom Koenigs.
Während der Internatszeit am Birklehof machte Burk ab 1965 zusammen mit seinem Schulkameraden Wieland Schulz-Keil erste Erfahrungen bei der Aufführung von Theaterstücken, etwa mit der Chinesischen Mauer von Max Frisch, und inszenierte eigene Auftritte als Pantomime. Im Anschluss an sein Abitur begann er in Paris bei Étienne Decroux eine Pantomime-Ausbildung, die er jedoch nach drei Monaten abbrach. Danach studierte er in München und Wien mit dem Hauptfach Theaterwissenschaft. 1973 wurde er in Wien mit der Arbeit Psychoanalyse und Theater zum Dr. phil. promoviert.
Nach seinem Studium arbeitete Burk ab 1974 als Autor und Regisseur, zunächst für den WDR, anschließend auch für weitere öffentlich-rechtliche Sender. Der 1978 entstandene Film Die gemeingefährlichen Bestrebungen der Sozialdemokratie – 100 Jahre Sozialistengesetz (mit Detlev Puls und Cora Stephan) war mit 45 Minuten Spielzeit sein bis dahin größtes Projekt. 1982 war er Regisseur und mit Klaus Trebes Drehbuchautor des 80-minütigen Films Der fliegende Robert, bei dem neben Trebes auch Joschka Fischer mitspielte und die Musik von Frank Wolff geschrieben wurde. 2002 stellte er in dem 45-minütigen Fernsehfilm für den Hessischen Rundfunk unter dem Titel Der große Raub – Wie in Hessen die Juden ausgeplündert wurden die Ausraubung der jüdischen Bevölkerung in der hessischen Provinz dar. Insgesamt entstanden in 40 Jahren über 100 Langfilme.
Von 1989 bis 2010 war Burk Fester Freier Mitarbeiter beim Hessischen Rundfunk, für den er auch zahlreiche Beiträge für die Magazinsendungen wie ttt, Hauptsache Kultur, horizonte (hr) und kulturzeit (3sat) machte. Nach 2015 wechselte er zum Buch. So erschien 2017 Hitler, Braunau und ich und 2021 Stottern und Bühne in der Reihe Maske und Kothurn.
Seit 1975 lebt und arbeitet er in Frankfurt am Main.

## Publikationen (Auswahl)
- Hitler, Braunau und ich : wie meine Urgroßmutter den Krieg hätte verhindern können. Westend, Frankfurt/Main 2017, ISBN 978-3-86489-179-3 (315 S.).
- Henning Burk (Hrsg.): Stottern und Bühne : Resonanz, Impuls, Schleef. Böhlau, Wien 2021, ISBN 978-3-205-21466-3 (221 S.).